# Donald Allan
Donald Allan (Melbourne, 24 settembre 1949) è un ex ciclista su strada e pistard australiano, professionista dal 1974 al 1989 e vincitore di una tappa alla Vuelta a España 1975.

## Palmarès

### Strada
- 1970 (dilettanti)

Classifica generale Examiner Tour of the North
- 1972 (dilettanti)

Classifica generale Examiner Tour of the North
- 1973 (dilettanti)

10ª tappa Österreich-Rundfahrt (Vienna > Vienna)
7ª tappa Corsa della Pace (Cracovia > Kielce)
1ª tappa Scottish Milk Race  (Glasgow > Ayr)
- 1975 (Frisol, una vittoria)

17ª tappa Vuelta a España (Durango > Bilbao)

#### Altri successi
- 1973 (dilettanti)

Den Haag International Criterium, parte D (Scheveningen > Scheveningen)
- 1974 (Frisol)

Rediffusion 500 Criterium, parte A (Morecambe > Morecambe)
Criterium di Ossendrecht
Profronde van Wateringen (Wateringen > Wateringen)
- 1975 (Frisol)

Criterium Giro dei Paesi Bassi (Grave > Grave)
Criterium di Galder
Criterium di Dandenong

### Pista
- 1976

Sei giorni di Gand (con Danny Clark)
- 1977

Sei giorni di Münster (con Danny Clark)
- 1978

Sei giorni di Londra (con Danny Clark)
Sei giorni di Copenaghen (con Danny Clark)
Sei giorni di Herning (con Danny Clark)
- 1979

Campionati europei, Americana (con Danny Clark)
Sei giorni di Londra (con Danny Clark)
Sei giorni di Maastricht (con Danny Clark)
Sei giorni di Melbourne (con Hilton Clarke)
- 1980

Sei giorni di Hannover, Americana (con Danny Clark)
Sei giorni di Londra (con Danny Clark)
Sei giorni di Münster (con Danny Clark)
Sei giorni di Monaco di Baviera (con Danny Clark)
- 1981

Sei giorni di Rotterdam (con Danny Clark)
Sei giorni di Madrid (con Faustino Rupérez)
Sei giorni di Monaco di Baviera (con Danny Clark)
- 1982

Sei giorni di Gand (con Danny Clark)
Sei giorni di Herning (con Danny Clark)

## Piazzamenti

### Grandi Giri
- Tour de France

1974: 103º
1975: 85º
- Vuelta a España

1975: 52º
1976: ritirato (14ª tappa)

### Competizioni mondiali
- Campionati del mondo su strada

Ivoyr 1975 - In linea: 22º
Ostuni 1976 - In linea: 9º
- Giochi olimpici

Monaco 1972 - In linea: 58º